# Douai

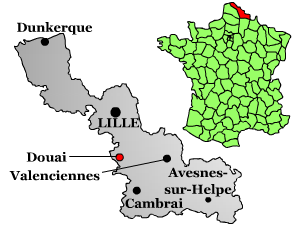
Lägeskarta

Douai (äldre skrivning på engelska: Douay), är en kommun i departementet Nord i regionen Hauts-de-France i norra Frankrike. Kommunen är chef-lieu över 4 kantoner som tillhör arrondissementet Douai. År 2022 hade Douai 39 833 invånare. Kommunen korsas av floden Scarpe 40 km söder om Lille.

## Befolkningsutveckling
Antalet invånare i kommunen Douai
| Referens: INSEE |